# Psammocora stellata
Psammocora stellata is een rifkoralensoort uit de familie van de Psammocoridae. De wetenschappelijke naam van de soort is voor het eerst geldig gepubliceerd in 1866 door Verrill.